# Pierre-André Liégé
Pierre-André Liégé (Coiffy-le-Bas, 22 giugno 1921 – XII arrondissement di Parigi, 9 febbraio 1979) è stato un religioso, teologo e professore universitario francese dell'Ordine dei Predicatori.
È considerato uno dei padri fondatori della teologia pastorale nel mondo cattolico francofono.
Fu tra i primi a diffondere le idee socialiste nello scautismo di strada francese.
Teorizzò la tripartizione della teologia pastorale in pastorale profetica, liturgica e caritativa secondo i tria munera Christi di sacerdote, profeta e re.

## Biografia
Nel 1939 Pierre-André Liégé entrò a far parte dell'Ordine domenicano. Nel 1944 fece la professione solenne dei voti. Sei anni dopo, fu nominato professore di teologia pastorale all'Institut Catholique de Paris.

### Nel mondo scout
Dal 1947 al 1949 fu il cappellano degli Scout di Francia all'École polytechnique (Clan des Rois Mages, clan dei Re Magi), succedendo a Paul Doncoeur.
Nel 1951, sotto l'egida di Paul Rendu, divenne cappellano dello scautismo di strada dove iniziò a introdurre le idee socialiste, che furono portate avanti da Michel Rigal e François Lebouteux.
Nel 1957, in seguito al dossier Müller, si dimise insieme a quasi tutti i dirigenti della squadra nazionale dello scautismo di strada, rimanendo in contatto con André Cruiziat e lo stesso Rendu all'interno dell'associazione Vie Nouvelle.

### Uomo di lettere
Nel 1955 pubblicò alcuni articoli nella tradizione di Franz Xaver Arnold che aprirono il dibattito sullo statuto delle pratiche pastorali nella riflessione teologica.
Sebbene la sua posizione si sia evoluta nel tempo, la sua tipizzazione di tre ambiti (pastorale profetica, liturgica e caritativa), ispirata alla figura di Cristo e alle sue funzioni messianiche di sacerdote, profeta e re, risulta ancora oggi molto suggestiva. Definì la teologia pastorale come "la scienza teologica dell'azione pastorale che la Chiesa realizza in virtù della missione affidatale da Cristo, [agire all'interno del quale] si colloca come momento teologico di verifica, controllo, di guida e di cambiamento".
Nel 1960 diventò professore alle Università di Montreal e del Québec. Formatore instancabile, tenne molti corsi e sessioni in cui sviluppò le sue convinzioni sulla nuova teologia pastorale che stava emergendo in quel periodo (ad esempio, a Bruxelles).
Priore dal 1962 al 1970 del convento domenicano di San Giacomo, dal 1970 al 1979 fu decano dell'UER di Teologia e Scienze religiose dell'Institut Catholique de Paris.
Si spense il 9 febbraio 1979 nel XII arrondissement di Parigi, all'età di 58 anni.

## Opere
L'elenco seguente è derivato dalla scheda bibliografica nel sito della Biblioteca nazionale di Francia:
- Allez, enseignez, 1979
- Le Temps du défi, les chrétiens à l'épreuve, 1978
- L'Être-ensemble des chrétiens, 1975
- L'Église dans le monde, 1967
- Vivre en chrétien, 1960
- Témoignage ou propagande, la foi peut-elle se transmettre ?, 1960
- Jeune homme, lève-toi, 1959
- Réflexions sur le miracle, 1957